# امتیاز (قانون)

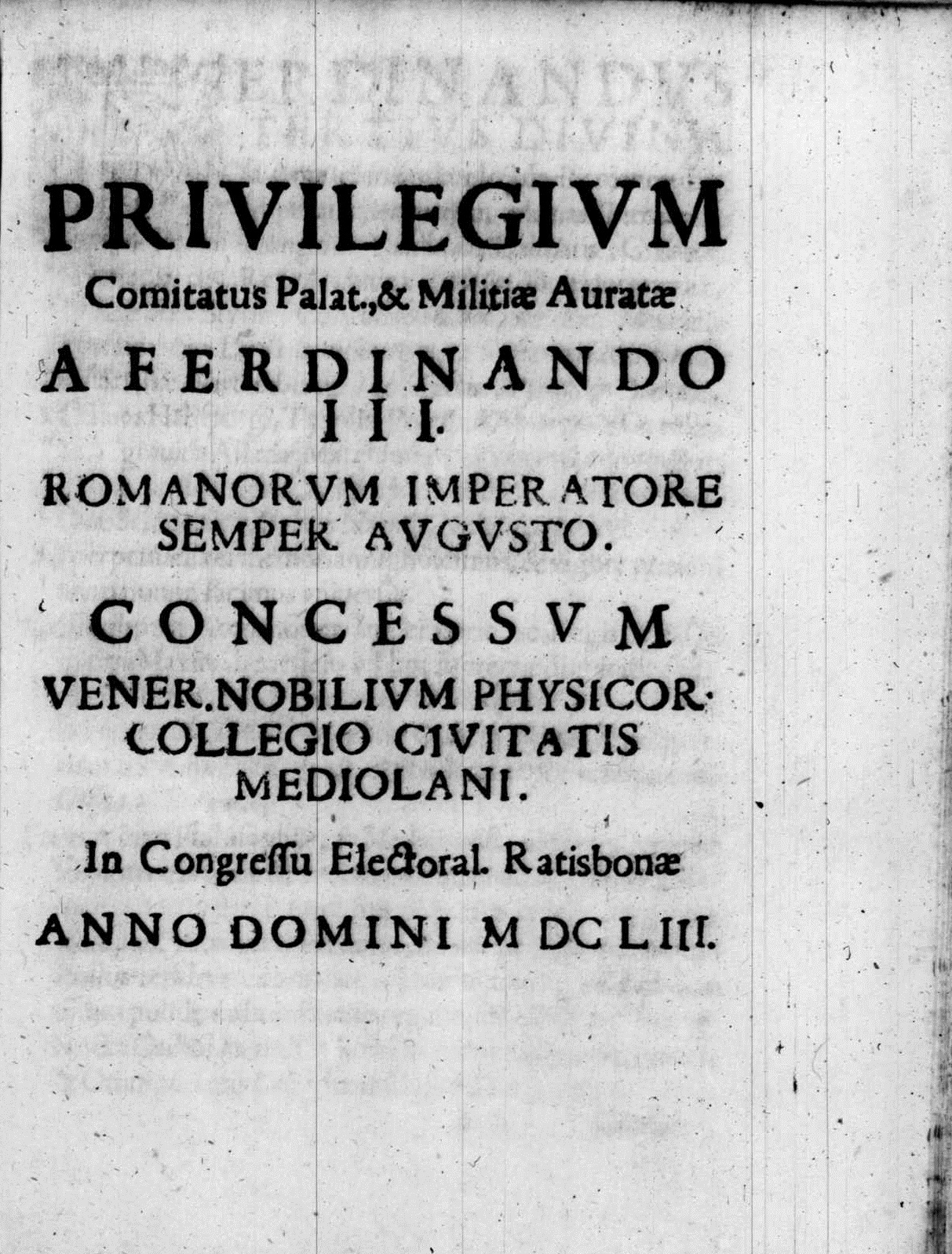
تصویر منبعی در خصوص امتیاز

امتیاز به‌طور کلی عبارت است از برخوردار شدن شخصی خاص یا گروهی از اشخاص از مزیت و حقی که عموم افراد از آن بی بهره اند یا به آن دسترسی ندارند. این اصطلاح در علوم اجتماعی بر حق، مزیت، معافیت یا مصونیت خاصی (قضایی، اقتصادی یا اجتماعی) دلالت دارد که از طریق قانون یا عرف به گروه و مقام یا طبقه ای خاص تفویض شده‌است. متن صفحه.
جوهر امتیاز عبارت است از نبودن وظیفه بر عهدهٔ دارندهٔ امتیاز، عبارت است از آزادی از حق یا دعوی در مورد حقی دیگر. امتیاز برخلاف اصطلاح حق، وجود ادعایی صریح در مورد وظیفه ای متقابل یا قرار داشتن چنین وظیفه ای بر عهدهٔ شخص دیگر را بیان نمی‌کند. بنابارنی چنین استدلال می‌شود که بسیاری از چیزهایی که مسامحتاً «حق» توصیف شده باید به صورتی درست‌تر «امتیاز» خوانده شوند.